# André Blondel
André Blondel (n. 28 august 1863, Chaumont, Champagne-Ardenne, Franța – d. 15 noiembrie 1938, Paris, Franța) a fost un inginer francez, inventator al oscilografului electromecanic și al unui sistem fotometric de unități.